# Tralla och sjung
Tralla och sjung var ett tv-program från 1981 för barn med Titti Sjöblom där hon sjöng tillsammans med en massa barn. Hon målade även på en glasskiva och den låt som man främst förknippar med programmet var Om alla som var dumma, tjickabom, tjickabom, tjickabombombom, hade varsin trumma...